# Controvento (Antonella Ruggiero)
Controvento è un brano musicale scritto da Roberto Colombo, Kaballà, Lanfranco Ferrario e Massimo Grilli e prodotto da Colombo per il terzo album da solista di Antonella Ruggiero, Sospesa del 1999.

## Storia del brano
Il singolo all'uscita dell'album entra da subito in classifica, il brano è così apprezzato tanto da spingere la stessa Ruggiero a realizzarne un videoclip che sarà poi battutissimo sia nelle radio sia in TV nelle trasmissioni musicali.
Nel 2002 la canzone venne scelta come sigla iniziale della fortunata serie tv "Vento di ponente".

## Tracce
1. Sospesa – 5:08
2. Nonsenso – 4:27